# Konrad Schmedeshagen
Konrad Schmedeshagen (* 18. September 1897 in Gelsenkirchen; † 30. Mai 1969 in Bad Driburg) war ein deutscher Fußballfunktionär. Schmedeshagen war bis Ende des Zweiten Weltkriegs Angestellter bei der Ruhrstahl AG. Seine fußballerische Heimat war der SV Alemannia Gelsenkirchen, der als BSG Gelsenguß Gelsenkirchen in der Gauliga Westfalen einmal die Vizemeisterschaft hinter dem FC Schalke 04 errang und später mit Union Gelsenkirchen zu Eintracht Gelsenkirchen fusionierte. Zudem war er auch Spieler beim FC Schalke 04.

## Karriere
1922 war er einer der Gründer des SV Westfalia Schalke 22. In den 1930er Jahren war er Vereinsvorsitzender. Zum 1. März 1937 trat er der NSDAP bei (Mitgliedsnummer 3.797.845).
Nach dem Zweiten Weltkrieg arbeitete Schmedeshagen auf die Einrichtung einer westdeutschen Spitzenliga hin und war 1946/47 technischer Leiter der neuen Oberliga West, als deren „Vater“ er gilt. Vom 12. August 1950 bis zu seinem Tode war er als Nachfolger von Peco Bauwens Vorsitzender des Westdeutschen Fußballverbandes (WFV) und Funktionär im DFB.
In seiner Amtszeit wurde die WFV-Sportschule in Duisburg-Wedau erweitert und im Juni 1955 eröffnet. Durch die Erweiterungsbauten fand hier die gesamte Verwaltung ihren Sitz. Zudem konnte die Sportschule nun auch für Tagungen genutzt werden.
Konrad Schmedeshagen starb am 30. Mai 1969 infolge eines Herzinfarktes während eines Kuraufenthaltes in Bad Driburg.